# Mathieu Koss
Pour les articles homonymes, voir Koss.
Mathieu Koss, né Mathieu Bordaraud le 27 mai 1990 à Nancy, est un DJ, compositeur et producteur français de musique pop, dance, EDM et house music ,.
En 2020, il collabore avec le Dj Belge Lost Frequencies pour le single Don't Leave Me Now et reçoit la certification Disque de Platine en Belgique.
Plus tôt en 2017, sa reprise du single Big Jet Plane du duo Angus and Julia Stone avec le Brésilien Alok, atteint la première place des charts au Brésil et le Top 10 dans plusieurs pays d'Europe. 

## Biographie
Autodidacte, les premières productions du Français Mathieu Koss sont soutenues par des artistes comme Avicii, Robin Schulz, Lost Frequencies ou encore Martin Garrix, il a été rapidement repéré et signé en 2016 chez le label Hollandais Spinnin' Records.
Son premier titre Need Your Lovin, une reprise du célèbre groupe The Korgis, sort en été 2016 et atteint la 1re place du DMC Buzz Chart. Ainsi que la 9e place du Cool Cuts Charts au Royaume-Uni.
La même année, il est repéré par Bob Sinclar, pour remixer son single Someone Who Needs Me. Il atteindra le Top 10 sur la plateforme Beatport.
En septembre 2017 sort Big Jet Plane avec le Brésilien Alok, reprise du titre de Angus and Julia Stone. Le single se place à la 1re place du classement Top100 Itunes et Shazam au Brésil ainsi que des Charts Radios. Il se placera dans de nombreux charts nationaux: en Italie Top 5, Espagne Top 15, Belgique Top 8, ainsi que la France, la Russie ou encore la Hollande,,. Le single atteint plus de 200 millions d'écoutes cumulé sur les plateformes Spotify, Apple Music et YouTube et reçoit la certification de Disque de Diamant au Brésil en 2019. Le quotidien français L'Est républicain de Nancy lui consacre un article en première page le 13 avril 2018. Big Jet Plane est nommé en 2018 pour le Clip de l'année aux MTV MIAW Brazil Awards (pt).
2018, il sort son premier single solo en featuring avec la chanteuse niçoise Joan Alasta Best Is Yet To Come. Le titre devient viral dans plusieurs pays à travers le monde comme : la France 9e, L'Autriche 21e, l'Estonie 19e, la Pologne 21e , la Grèce 47e, la Suède 47e, la Hollande 50e et d'autres. Il comptabilise plus de 8 millions d'écoutes sur Spotify.
Mars 2019, il sort Never Growing Up avec l'américain Aloe Blacc où il sample une partie des chants d'enfants d'À nos actes manqués de Fredericks Goldman Jones. Ils se produiront le 21 juin 2019 à Nice en direct sur France 2 pour la Fête de la musique. Le titre est l'un des tubes de l'été 2019 en France et plusieurs pays d'Europe, il restera 45 semaines dans les charts Airplay Ultratop en Belgique et cumulera plus de 15 millions d'écoutes sur les plateformes en lignes. 
2020 Il collabore avec Ziggy Marley le fils de Bob Marley pour le single Home qui atteindra les charts en Belgique. 
La même année, il sort Don't Leave Me Now avec le Dj et Producteur Belge Lost Frequencies. Le single se place dans le top charts et airplay dans plusieurs pays dont la Belgique, Hollande, Italie, France. Il atteindra également la première place du Top 200 Shazam en Finlande et y restera pendant plusieurs semaines. En 2021, le single reçoit la certification Disque de Platine en Belgique,.

## Discographie

### Singles
- 2015 : Lombok
- 2015 : Khaosan
- 2015 : Unity (avec Boris Way)
- 2016 : Stars (feat. Mingue)
- 2016 : Need Your Lovin'
- 2016 : Campfire (avec Boris Way)
- 2017 : Big Jet Plane (avec Alok)
- 2018 : Best Is Yet To Come (feat. Joan Alasta)
- 2019 : Never Growing Up (avec Aloe Blacc)
- 2019 : Believe in Love (avec LePrince)
- 2020 : Home (avec Ziggy Marley)
- 2020 : Don't Leave Me Now (avec Lost Frequencies)
- 2021 : The Beach
- 2021 : Say It a Little Louder (avec LVNDSCAPE)
- 2021 : Wicked Game, Pt. II (feat. Yves Paquet)
- 2022 : Over Again
- 2022 : Make It Up As We Go (feat. The Lockyer Boys)
- 2022 : Place To Go (avec MATTN)
- 2022 : Better Now (avec Deepend & Janieck)
- 2022 : Vertigo
- 2023 : Comment ne pas te louer ?
- 2023 : She's So Disco (feat. Flyckt)
- 2023 : Flightless (avec NEIMY & Janieck)
- 2023 : Queen For A Day (avec Madcon)
- 2023 : Follow You (avec Felix Samuel)
- 2024 : Sunset
- 2024 : A Little Cover

### Remixes
- 2012 : Alan Pride - Disco Girl (Mathieu Koss Remix)
- 2012 : Laurent Shark feat. Jo Shi - Don't Go (If U Want My Love) (Mathieu Koss Remix)
- 2012 : Laurent Shark feat. Tanino - Get Into My Life (Mathieu Koss Remix)
- 2013 : Sexofoniks - King Size Festival (Mathieu Koss Remix)
- 2015 : Gorillaz - Feel Good Inc. (Mathieu Koss Summer Edit)
- 2016 : Bob Sinclar - Someone Who Needs Me (Mathieu Koss Remix)
- 2016 : Niels Geusebroek - Wildfire (Mathieu Koss Remix)
- 2016 : Cazzette - Static (Mathieu Koss Remix)
- 2016 : Destiny's Child - Say My Name (Mathieu Koss Remix)
- 2017 : Kygo & Ellie Goulding - First Time (Mathieu Koss Remix)
- 2018 : Klingande & Krishane - Rebell Yell (Mathieu Koss Remix)
- 2018 : Celestal feat. Rachel Pearl & Grynn - Old School Romance (Mathieu Koss Remix)
- 2019 : Mathieu Koss & Aloe Blacc - Never Growing Up (Mathieu Koss Festival Mix)
- 2021 : Noa Kirel - Please Don't Suck (Mathieu Koss Remix)
- 2022 : Graham Candy - Find My Way (Mathieu Koss Edit)
- 2022 : Lady Gaga - Bloody Mary (Mathieu Koss Remix)
- 2023 : The Bucketheads - The Bomb! (These Sounds Fall into My Mind) (Mathieu Koss Remix)
- 2023 : Mathieu Koss - Comment ne pas te louer ? (Mathieu Koss Remix)
- 2023 : Pino D'Angiò - Ma quale idea (Mathieu Koss Remix)
- 2024 : Francis Cabrel - La Corrida (Mathieu Koss Remix)

## Prix et nominations
| Année | Prix                        | Pour...       | Catégorie       | Résultat   |
| ----- | --------------------------- | ------------- | --------------- | ---------- |
| 2018  | MTV MIAW Brazil Awards (pt) | Big Jet Plane | Clip de l'année | Nomination |

## Certifications
| Année | Certification     | Single                                     | Pays     |
| ----- | ----------------- | ------------------------------------------ | -------- |
| 2019  | Disque de Diamant | Big Jet Plane                              | Bresil   |
| 2021  | Disque de Platine | Don't Leave Me Now (with Lost Frequencies) | Belgique |

### Source
- Steph Musicnation, « MATHIEU KOSS ET ALOE BLACC METTENT LE FEU AVEC « NEVER GROWING UP » ! », sur laparisiennelife.com, 1er mai 2019
- NRJ, « Mathieu Koss : la musique en autodidacte », sur nrj.fr, 1er mai 2019
- Lysianne Ganousse, « Never Growing Up, de Mathieu Koss, prend les radios d’assaut », sur L'Est républicain, 21 avril 2019
- Valentin Malfroy, « Mathieu Koss et Aloe Blacc : comme un air de Goldman sur « Never Growing Up » », sur Aficia.info, 4 avril 2019
- ANTONY HARARI, « MATHIEU KOSS SAMPLE JEAN-JACQUES GOLDMAN ET SIGNE UN BEL HYMNE AVEC ‘NEVER GROWING UP’ ! », sur radiofg.com, 1er avril 2019
- Bulbi, « Le français Mathieu Koss dévoile une sublime collaboration avec Aloe Blacc », sur Guettapen.com, 1er avril 2019
- Lysianne Ganousse, « Mathieu Koss: 60 millions sur Spotify, 50 sur Youtube », sur L'Est républicain, 13 avril 2017
- Rj Frometa, « INTERVIEW: French producer Mathieu Koss », sur ventsmagazine.com, 20 avril 2017
- Thomas Huet, « Dans le bon tempo If you can dream it, you can do it... », sur Var Matin, 8 octobre 2017
- Nicolas Gal, « Figure incontournable de la scène électro française, Mathieu Koss démontre une nouvelle fois ses ambitions internationales en collaborant avec Lost Frequencies et Ziggy Marley. »(Archive.org • Wikiwix • Archive.is • Google • Que faire ?), sur djmag.fr, 8 octobre 2020
- Lysianne Ganousse, « Avec « Don’t leave me now », le DJ Mathieu Koss connaît un nouveau succès mondial », sur estrepublicain.fr, 1er avril 2021
- Valentin Malfroy, « “The Beach” : Mathieu Koss dégaine son tube de l’été », sur aficia.info, 23 avril 2021
- Bulbi, « Mathieu Koss nous emmène à la plage avec son nouveau titre ‘The Beach’ », sur Guettapen.com, 28 avril 2021
- Valentin Malfroy, « Mathieu Koss Dépoussière le " Wicked Game " de Chris Isaak. », sur riptidemag.fr, 14 septembre 2021
- Romain Desmoulins, « Producteur français le plus en vue du moment, Mathieu Koss décline... », sur rodmusic.fr, 1er octobre 2021